# Codex Laureshamensis

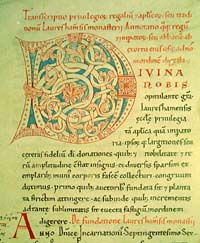
Iniciála D z Loršského kodexu

Loršský kodex (Codex Laureshamensis)  je památka středověkého písemnictví, rukopis z období přibližně mezi lety 1170 a 1195 založený v loršském opatství. Obsahuje rozsáhlou historii loršského kláštera, kopiář více než 3800 listin a několik urbářů. V současné době je rukopis uložen ve státním archivu ve Würzburgu.